# Cryptocyclopina inopinata
Cryptocyclopina inopinata is een eenoogkreeftjessoort uit de familie van de Cyclopinidae. De wetenschappelijke naam van de soort is voor het eerst geldig gepubliceerd in 1979 door Monchenko.